# دهین (حلوا)
دهین (عربی: دهين) یک حلوا محبوب وشیرین در عراق است. این حلوا در نجف مشهور است که منشاء آن نیز دانسته می‌شود.